# Lista över fornlämningar i Rättviks kommun
Lista över fornlämningar i Rättviks kommun är en förteckning av ett urval av de fornlämningar som finns i Rättviks kommun.

## Boda
| Namn     | Lämningstyp                      | Tillkomsttid | Historisk indelning | Plats | Läge                 | ID-nr          | Bild                                 |
| -------- | -------------------------------- | ------------ | ------------------- | ----- | -------------------- | -------------- | ------------------------------------ |
| Boda 185 | Ristning, medeltid/historisk tid |              | Boda, Dalarna       |       | 61.080562, 15.471560 | 12000000033663 | Ladda upp en bild av detta fornminne |

## Ore
| Namn                            | Lämningstyp                      | Tillkomsttid | Historisk indelning | Plats | Läge                 | ID-nr          | Bild                                      |
| ------------------------------- | -------------------------------- | ------------ | ------------------- | ----- | -------------------- | -------------- | ----------------------------------------- |
| Vindförbergs gravfält (Ore 6:1) | Gravfält                         | Järnåldern   | Ore, Dalarna        |       | 61.163447, 15.156058 | 10236900060001 | Ladda upp en bild av detta fornminne      |
| Ore 20:1                        | Hög                              |              | Ore, Dalarna        |       | 61.137551, 15.204707 | 10236900200001 | Ladda upp en bild av detta fornminne      |
| Ore 29:1                        | Begravningsplats                 |              | Ore, Dalarna        |       | 61.514857, 15.164900 | 10236900290001 | Ladda upp en bild av detta fornminne      |
| Ore 54:1                        | Hög                              |              | Ore, Dalarna        |       | 61.176583, 15.084270 | 10236900540001 | Ladda upp en bild av detta fornminne      |
| Ore 62:1                        | Begravningsplats                 |              | Ore, Dalarna        |       | 61.399163, 15.197976 | 10236900620001 | Ladda upp en bild av detta fornminne      |
| Ore 72:1                        | Stensättning                     |              | Ore, Dalarna        |       | 61.211922, 15.407790 | 10236900720001 | Ladda upp en bild av detta fornminne      |
| Ore 103:1                       | Stensättning                     |              | Ore, Dalarna        |       | 61.195054, 15.476740 | 10236901030001 | Ladda upp en bild av detta fornminne      |
| Ore 103:2                       | Stensättning                     |              | Ore, Dalarna        |       | 61.195064, 15.476949 | 10236901030002 | Ladda upp en bild av detta fornminne      |
| Ore 103:3                       | Stensättning                     |              | Ore, Dalarna        |       | 61.195127, 15.477103 | 10236901030003 | Ladda upp en bild av detta fornminne      |
| Tjyvholmen (Ore 118:1)          | Stensättning                     |              | Ore, Dalarna        |       | 61.198279, 15.515798 | 10236901180001 | Ladda upp en bild av detta fornminne      |
| Vindförberg (Ore 119:1)         | Röse                             |              | Ore, Dalarna        |       | 61.194095, 15.454736 | 10236901190001 | Ladda upp en bild av detta fornminne      |
| Persbodarna fäbod (Ore 134:1)   | Fäbod                            |              | Ore, Dalarna        |       | 61.144820, 15.395676 | 10236901340001 | Ladda upp en bild av detta fornminne      |
| Ore 148:1                       | Stensättning                     |              | Ore, Dalarna        |       | 61.181512, 15.279064 | 10236901480001 | Ladda upp en bild av detta fornminne      |
| Ore 148:2                       | Stensättning                     |              | Ore, Dalarna        |       | 61.181425, 15.278845 | 10236901480002 | Ladda upp en bild av detta fornminne      |
| Hedbodarna (Ore 153:1)          | Fäbod                            |              | Ore, Dalarna        |       | 61.167920, 15.381628 | 10236901530001 | Ladda upp en bild av detta fornminne      |
| Ore 171:1                       | Stensättning                     |              | Ore, Dalarna        |       | 61.348246, 15.346654 | 10236901710001 | Ladda upp en till bild av detta fornminne |
| Ore 231                         | Ristning, medeltid/historisk tid |              | Ore, Dalarna        |       | 61.095483, 15.086306 | 12000000039698 | Ladda upp en bild av detta fornminne      |
| Ore 232                         | Ristning, medeltid/historisk tid |              | Ore, Dalarna        |       | 61.088363, 15.089334 | 12000000039699 | Ladda upp en bild av detta fornminne      |
| Ore 246                         | Ristning, medeltid/historisk tid |              | Ore, Dalarna        |       | 61.112816, 15.382468 | 12000000081883 | Ladda upp en bild av detta fornminne      |
| Ore 248                         | Ristning, medeltid/historisk tid |              | Ore, Dalarna        |       | 61.153401, 15.386474 | 12000000117506 | Ladda upp en bild av detta fornminne      |

## Rättvik
| Namn                               | Lämningstyp                      | Tillkomsttid | Historisk indelning | Plats | Läge                 | ID-nr          | Bild                                 |
| ---------------------------------- | -------------------------------- | ------------ | ------------------- | ----- | -------------------- | -------------- | ------------------------------------ |
| Rättvik 8:1                        | Stensättning                     |              | Rättvik, Dalarna    |       | 60.902422, 15.050162 | 10237100080001 | Ladda upp en bild av detta fornminne |
| Rättvik 15:1                       | Röse                             |              | Rättvik, Dalarna    |       | 60.856321, 15.053337 | 10237100150001 | Ladda upp en bild av detta fornminne |
| Rättvik 15:2                       | Röse                             |              | Rättvik, Dalarna    |       | 60.856117, 15.053468 | 10237100150002 | Ladda upp en bild av detta fornminne |
| Rättvik 15:3                       | Röse                             |              | Rättvik, Dalarna    |       | 60.856085, 15.053076 | 10237100150003 | Ladda upp en bild av detta fornminne |
| Rättvik 16:1                       | Röse                             |              | Rättvik, Dalarna    |       | 60.854061, 15.051826 | 10237100160001 | Ladda upp en bild av detta fornminne |
| Rättvik 16:2                       | Röse                             |              | Rättvik, Dalarna    |       | 60.853971, 15.051806 | 10237100160002 | Ladda upp en bild av detta fornminne |
| Rättvik 16:3                       | Röse                             |              | Rättvik, Dalarna    |       | 60.853856, 15.051749 | 10237100160003 | Ladda upp en bild av detta fornminne |
| Rättvik 16:4                       | Röse                             |              | Rättvik, Dalarna    |       | 60.853759, 15.051688 | 10237100160004 | Ladda upp en bild av detta fornminne |
| Rättvik 25:1                       | Stensättning                     |              | Rättvik, Dalarna    |       | 60.914452, 15.068308 | 10237100250001 | Ladda upp en bild av detta fornminne |
| Rättvik 38:1                       | Hög                              |              | Rättvik, Dalarna    |       | 60.925235, 15.100390 | 10237100380001 | Ladda upp en bild av detta fornminne |
| Rättvik 40:1                       | Hög                              |              | Rättvik, Dalarna    |       | 60.929470, 15.094784 | 10237100400001 | Ladda upp en bild av detta fornminne |
| Rättvik 63:1                       | Hög                              |              | Rättvik, Dalarna    |       | 60.925524, 15.096420 | 10237100630001 | Ladda upp en bild av detta fornminne |
| Rättvik 81:1                       | Gravfält                         |              | Rättvik, Dalarna    |       | 60.955425, 15.340329 | 10237100810001 | Ladda upp en bild av detta fornminne |
| Rättvik 102:1                      | Stensättning                     |              | Rättvik, Dalarna    |       | 61.003077, 15.512041 | 10237101020001 | Ladda upp en bild av detta fornminne |
| Rättvik 112:1                      | Stensättning                     |              | Rättvik, Dalarna    |       | 61.109498, 15.666910 | 10237101120001 | Ladda upp en bild av detta fornminne |
| Rättvik 119:1                      | Gravfält                         |              | Rättvik, Dalarna    |       | 61.120161, 15.676461 | 10237101190001 | Ladda upp en bild av detta fornminne |
| Rättvik 126:1                      | Stensättning                     |              | Rättvik, Dalarna    |       | 61.098960, 15.692380 | 10237101260001 | Ladda upp en bild av detta fornminne |
| Rättvik 138:1                      | Gravfält                         |              | Rättvik, Dalarna    |       | 61.170911, 15.647834 | 10237101380001 | Ladda upp en bild av detta fornminne |
| Rättvik 154:1                      | Stensättning                     |              | Rättvik, Dalarna    |       | 60.980448, 15.471019 | 10237101540001 | Ladda upp en bild av detta fornminne |
| Rättvik 156:1                      | Stensättning                     |              | Rättvik, Dalarna    |       | 60.978618, 15.480838 | 10237101560001 | Ladda upp en bild av detta fornminne |
| Rättvik 159:1                      | Stensättning                     |              | Rättvik, Dalarna    |       | 61.170488, 15.571064 | 10237101590001 | Ladda upp en bild av detta fornminne |
| Rättvik 171:1                      | Stensättning                     |              | Rättvik, Dalarna    |       | 60.990424, 15.414708 | 10237101710001 | Ladda upp en bild av detta fornminne |
| Rättvik 176:1                      | Stensättning                     |              | Rättvik, Dalarna    |       | 61.122985, 15.640213 | 10237101760001 | Ladda upp en bild av detta fornminne |
| Rättvik 179:1                      | Minnesmärke                      |              | Rättvik, Dalarna    |       | 60.858877, 15.636282 | 10237101790001 | Ladda upp en bild av detta fornminne |
| 2) Norra Vålberget (Rättvik 202:2) | Fäbod                            |              | Rättvik, Dalarna    |       | 61.010586, 15.605668 | 10237102020002 | Ladda upp en bild av detta fornminne |
| Södra Vålberget (Rättvik 203:1)    | Fäbod                            |              | Rättvik, Dalarna    |       | 60.995824, 15.606398 | 10237102030001 | Ladda upp en bild av detta fornminne |
| Kullarvet (Rättvik 216:1)          | Fäbod                            |              | Rättvik, Dalarna    |       | 60.841523, 15.185518 | 10237102160001 | Ladda upp en bild av detta fornminne |
| Rättvik 229:1                      | Kvarn                            |              | Rättvik, Dalarna    |       | 60.830094, 15.091318 | 10237102290001 | Ladda upp en bild av detta fornminne |
| Sidländbodarna (Rättvik 251:2)     | Fäbod                            |              | Rättvik, Dalarna    |       | 60.983055, 15.564175 | 10237102510002 | Ladda upp en bild av detta fornminne |
| Vargås udd (Rättvik 264:1)         | Stensättning                     |              | Rättvik, Dalarna    |       | 61.052405, 15.751648 | 10237102640001 | Ladda upp en bild av detta fornminne |
| Mockelåsen (Rättvik 370:1)         | Fäbod                            |              | Rättvik, Dalarna    |       | 60.915744, 15.468183 | 10237103700001 | Ladda upp en bild av detta fornminne |
| Rättvik 392                        | Ristning, medeltid/historisk tid |              | Rättvik, Dalarna    |       | 61.011471, 15.434589 | 12000000033461 | Ladda upp en bild av detta fornminne |
| Rättvik 403                        | Ristning, medeltid/historisk tid |              | Rättvik, Dalarna    |       | 61.060333, 15.436850 | 12000000033658 | Ladda upp en bild av detta fornminne |
| Rättvik 441                        | Kvarn                            |              | Rättvik, Dalarna    |       | 60.963948, 15.164098 | 12000000036641 | Ladda upp en bild av detta fornminne |
| Rättvik 451                        | Ristning, medeltid/historisk tid |              | Rättvik, Dalarna    |       | 61.110787, 15.385072 | 12000000081880 | Ladda upp en bild av detta fornminne |
| Rättvik 452                        | Ristning, medeltid/historisk tid |              | Rättvik, Dalarna    |       | 61.111806, 15.382932 | 12000000081881 | Ladda upp en bild av detta fornminne |
| Rättvik 453                        | Ristning, medeltid/historisk tid |              | Rättvik, Dalarna    |       | 61.111997, 15.383359 | 12000000081882 | Ladda upp en bild av detta fornminne |
| Rättvik 454                        | Ristning, medeltid/historisk tid |              | Rättvik, Dalarna    |       | 61.111621, 15.381925 | 12000000081884 | Ladda upp en bild av detta fornminne |
| Rättvik 457                        | Ristning, medeltid/historisk tid |              | Rättvik, Dalarna    |       | 61.111616, 15.381764 | 12000000081889 | Ladda upp en bild av detta fornminne |
| Rättvik 461                        | Ristning, medeltid/historisk tid |              | Rättvik, Dalarna    |       | 61.108005, 15.393604 | 12000000081978 | Ladda upp en bild av detta fornminne |
| Rättvik 462                        | Ristning, medeltid/historisk tid |              | Rättvik, Dalarna    |       | 61.107152, 15.393689 | 12000000081979 | Ladda upp en bild av detta fornminne |
| Rättvik 463                        | Ristning, medeltid/historisk tid |              | Rättvik, Dalarna    |       | 61.107736, 15.393682 | 12000000081980 | Ladda upp en bild av detta fornminne |
| Rättvik 464                        | Ristning, medeltid/historisk tid |              | Rättvik, Dalarna    |       | 61.107655, 15.395798 | 12000000082901 | Ladda upp en bild av detta fornminne |
| Rättvik 465                        | Ristning, medeltid/historisk tid |              | Rättvik, Dalarna    |       | 61.107745, 15.395869 | 12000000082902 | Ladda upp en bild av detta fornminne |
| Rättvik 466                        | Ristning, medeltid/historisk tid |              | Rättvik, Dalarna    |       | 61.107786, 15.395821 | 12000000082903 | Ladda upp en bild av detta fornminne |
| Rättvik 467                        | Ristning, medeltid/historisk tid |              | Rättvik, Dalarna    |       | 61.107832, 15.395758 | 12000000082904 | Ladda upp en bild av detta fornminne |
| Rättvik 468                        | Ristning, medeltid/historisk tid |              | Rättvik, Dalarna    |       | 61.105604, 15.425972 | 12000000082905 | Ladda upp en bild av detta fornminne |
| Rättvik 469                        | Ristning, medeltid/historisk tid |              | Rättvik, Dalarna    |       | 61.105609, 15.426111 | 12000000082906 | Ladda upp en bild av detta fornminne |
| Rättvik 470                        | Ristning, medeltid/historisk tid |              | Rättvik, Dalarna    |       | 61.105476, 15.424862 | 12000000082907 | Ladda upp en bild av detta fornminne |
| Rättvik 471                        | Ristning, medeltid/historisk tid |              | Rättvik, Dalarna    |       | 61.105698, 15.426029 | 12000000082908 | Ladda upp en bild av detta fornminne |
| Rättvik 472                        | Ristning, medeltid/historisk tid |              | Rättvik, Dalarna    |       | 61.105466, 15.424733 | 12000000082909 | Ladda upp en bild av detta fornminne |
| Rättvik 473                        | Ristning, medeltid/historisk tid |              | Rättvik, Dalarna    |       | 61.105748, 15.425915 | 12000000082910 | Ladda upp en bild av detta fornminne |
| Rättvik 474                        | Ristning, medeltid/historisk tid |              | Rättvik, Dalarna    |       | 61.106990, 15.396436 | 12000000082911 | Ladda upp en bild av detta fornminne |
| Rättvik 475                        | Ristning, medeltid/historisk tid |              | Rättvik, Dalarna    |       | 61.107099, 15.396880 | 12000000082912 | Ladda upp en bild av detta fornminne |
| Rättvik 476                        | Ristning, medeltid/historisk tid |              | Rättvik, Dalarna    |       | 61.105749, 15.425714 | 12000000082913 | Ladda upp en bild av detta fornminne |
| Rättvik 477                        | Ristning, medeltid/historisk tid |              | Rättvik, Dalarna    |       | 61.107414, 15.397042 | 12000000082914 | Ladda upp en bild av detta fornminne |
| Rättvik 478                        | Ristning, medeltid/historisk tid |              | Rättvik, Dalarna    |       | 61.105677, 15.396276 | 12000000082935 | Ladda upp en bild av detta fornminne |
| Rättvik 479                        | Ristning, medeltid/historisk tid |              | Rättvik, Dalarna    |       | 61.105878, 15.396091 | 12000000082936 | Ladda upp en bild av detta fornminne |
| Rättvik 480                        | Ristning, medeltid/historisk tid |              | Rättvik, Dalarna    |       | 61.105763, 15.396348 | 12000000082937 | Ladda upp en bild av detta fornminne |
| Rättvik 481                        | Ristning, medeltid/historisk tid |              | Rättvik, Dalarna    |       | 61.105856, 15.396435 | 12000000082938 | Ladda upp en bild av detta fornminne |
| Rättvik 482                        | Ristning, medeltid/historisk tid |              | Rättvik, Dalarna    |       | 61.106331, 15.395634 | 12000000082939 | Ladda upp en bild av detta fornminne |
| Rättvik 483                        | Ristning, medeltid/historisk tid |              | Rättvik, Dalarna    |       | 61.105979, 15.396365 | 12000000082940 | Ladda upp en bild av detta fornminne |
| Rättvik 484                        | Ristning, medeltid/historisk tid |              | Rättvik, Dalarna    |       | 61.106362, 15.395702 | 12000000082941 | Ladda upp en bild av detta fornminne |
| Rättvik 485                        | Ristning, medeltid/historisk tid |              | Rättvik, Dalarna    |       | 61.106377, 15.396065 | 12000000082942 | Ladda upp en bild av detta fornminne |
| Rättvik 486                        | Ristning, medeltid/historisk tid |              | Rättvik, Dalarna    |       | 61.106017, 15.396276 | 12000000082943 | Ladda upp en bild av detta fornminne |
| Rättvik 487                        | Ristning, medeltid/historisk tid |              | Rättvik, Dalarna    |       | 61.106041, 15.396276 | 12000000082944 | Ladda upp en bild av detta fornminne |
| Rättvik 488                        | Ristning, medeltid/historisk tid |              | Rättvik, Dalarna    |       | 61.106045, 15.396114 | 12000000082945 | Ladda upp en bild av detta fornminne |
| Rättvik 489                        | Ristning, medeltid/historisk tid |              | Rättvik, Dalarna    |       | 61.106133, 15.396373 | 12000000082946 | Ladda upp en bild av detta fornminne |
| Rättvik 490                        | Ristning, medeltid/historisk tid |              | Rättvik, Dalarna    |       | 61.106054, 15.396168 | 12000000082947 | Ladda upp en bild av detta fornminne |
| Rättvik 491                        | Ristning, medeltid/historisk tid |              | Rättvik, Dalarna    |       | 61.106289, 15.396106 | 12000000082948 | Ladda upp en bild av detta fornminne |
| Rättvik 492                        | Ristning, medeltid/historisk tid |              | Rättvik, Dalarna    |       | 61.106308, 15.396061 | 12000000082949 | Ladda upp en bild av detta fornminne |
| Rättvik 493                        | Ristning, medeltid/historisk tid |              | Rättvik, Dalarna    |       | 61.104832, 15.397160 | 12000000110049 | Ladda upp en bild av detta fornminne |
| Rättvik 494                        | Ristning, medeltid/historisk tid |              | Rättvik, Dalarna    |       | 61.116108, 15.414422 | 12000000110050 | Ladda upp en bild av detta fornminne |
| Rättvik 495                        | Ristning, medeltid/historisk tid |              | Rättvik, Dalarna    |       | 61.115651, 15.414725 | 12000000110051 | Ladda upp en bild av detta fornminne |
| Rättvik 496                        | Ristning, medeltid/historisk tid |              | Rättvik, Dalarna    |       | 61.117536, 15.412012 | 12000000110052 | Ladda upp en bild av detta fornminne |
| Rättvik 500                        | Ristning, medeltid/historisk tid |              | Rättvik, Dalarna    |       | 61.131017, 15.470828 | 12000000125207 | Ladda upp en bild av detta fornminne |
| Rättvik 501                        | Ristning, medeltid/historisk tid |              | Rättvik, Dalarna    |       | 61.131071, 15.470828 | 12000000125208 | Ladda upp en bild av detta fornminne |